# 黑斑刺尾鯛
黑斑刺尾鯛（学名：Acanthurus chronixis），又稱黑斑刺尾魚，為輻鰭魚綱鱸形目刺尾魚亞目刺尾魚科的其中一個種，於1960年由美國魚類學家John Ernest Randall首次正式描述，其模式產地為加羅林群島Kapingamarangi 環礁南側的 Teawataman Ship Pass。被IUCN列為易危保育類動物，分布於西太平洋加羅林群島海域，深度0至6公尺，本魚體呈橢圓形且側扁，人們僅從少數標本中了解本物種。生前的顏色尚不清楚，但保存下來的魚的顏色為棕色，鰓孔周圍有兩個白色斑點，尾柄周圍有深棕色，背鰭硬棘8枚、背鰭軟條26枚、臀鰭硬棘3枚、臀鰭軟條24枚，體長可達28公分。本魚棲息在珊瑚礁區，生活習性不明。